# 吕海强
吕海强（1981年—），中国著名摄影师，擅长人物摄影。

## 生平
他在大学阶段参加过摄影比赛，获赠一台打印机。从事平面设计师期间，他与不少摄影师接触过，并从中受到影响。到了30岁那年，他决定转型做摄影师。除了拍摄商业大片之外，他还开设私人商拍项目“一人·一张”和“镜爱”。